# Spathochlamys benedicti
Spathochlamys benedicti is een tweekleppigensoort uit de familie van de Pectinidae. De wetenschappelijke naam van de soort is voor het eerst geldig gepubliceerd in 1897 door Verrill & Bush in Verrill.